# Regimiento de Caballería de Tanques 7
El Regimiento de Caballería de Tanques 7 "Coraceros Cnel. Ramón Estomba" (RC Tan 7) es una unidad táctica del arma de caballería del Ejército Argentino con asiento en la guarnición militar de Chajarí, provincia de Entre Ríos, y bajo la dependencia orgánica de la II Brigada Blindada.

## Historia
Por decreto con fecha 10 de julio de 1826 del presidente Bernardino Rivadavia, se dispuso la creación del Regimiento 7 de Caballería de Línea con fuerzas del Regimiento de Caballería "Coraceros de Buenos Aires" (creado en 1824), para la seguridad de la "frontera interior", mientras sucedía la guerra contra el Imperio del Brasil. Su primer jefe fue el coronel de caballería Ramón Bernabé Estomba.
El bautismo de fuego del Regimiento fue el 11 de septiembre de 1826 en el Combate de Toldos Viejos contra los indígenas pampas.
A principios de 1928 el entonces Gobernador de Buenos Aires Manuel Dorrego le asignó la jefatura del Regimiento 7. El 22 de marzo del mismo año partió del Fuerte Independencia hacia el lugar donde fundaron la Fortaleza Protectora Argentina el 11 de abril, los fuertes eran para proteger el país de los ataques malones.
El Regimiento 7 participó en las batallas de Cepeda de 1859, Pavón de 1861 y la expedición al desierto en 1878/79.
En 1913 participó de la Conquista del Chaco argentino, después acantonó en Río Cuarto, en San Rafael y, en 1944, en Chajarí. En 1942 se inició la construcción de los cuarteles del Regimiento en Chajarí, dirigida por el ingeniero Álvarez de la Dirección General de Ingenieros. A principios de 1945 el RC 7 comenzó a alojarse en los cuarteles y en 1946 se pavimentaron las calles, plaza de armas y se hizo el tendido eléctrico.
Reorganizado, en 1917 quedó junto con el C4 formando la IV Brigada de Caballería con asiento en San Rafael, y dependiente de la 4.ª División de Ejército con comando en Córdoba. Con la expansión de la caballería, en 1939 formó en la V Brigada de la 3.ª División de Caballería con comando en San Luis. Sin embargo a partir de 1944 pasó a integrar la recién creada 4.ª División con comando en Curuzú Cuatiá, cambiando su emplazamiento a Chajarí.
Creada el 16 de noviembre de 1964 la II Brigada de Caballería con asiento en Paraná, el C7 quedó integrado en su organización, permaneciendo montado. Así, en 1968 la II Brigada comenzó su transformación en gran unidad blindada, modificando la denominación del C7, que en lo sucesivo fue denominado Regimiento de Caballería de Tiradores Blindados 7, equipado con semiorugas M3 y M9. En 1972 la superioridad impuso el nombre histórico "Coraceros Coronel Ramón Estomba", en honor a su primer jefe.
En 1978 el RC 7 recibió la dotación de tanques M4 Sherman, desde entonces se denomina «Regimiento de Caballería de Tanques 7». Ese mismo año, se movilizó hacia Bahía Blanca, Comodoro Rivadavia y Puerto San Julián.
En 1982, durante la guerra de las Malvinas, el RC Tan 7 se trasladó a la ciudad de Santa Fe.
En 1990 recibió la dotación de tanques TAM. En 1994 se construyó un parque moderno y adecuado para albergar y mantener el TAM.
El Regimiento de Caballería de Tanques 7 integró el Agrupamiento C que se desplazó a la provincia de Tucumán por orden del Comando General del Ejército para reforzar la V Brigada de Infantería que llevaba adelante el Operativo Independencia. El Agrupamiento C se turnaba con los Agrupamientos A y B, creados para el mismo fin. En cada partida se enviaba un oficial y tres suboficiales.
En 1975, ante repetidos ataques militares guerrilleros contra los cuarteles del II Cuerpo de Ejército, el RC Tir Bl 7 estuvo desplegado en la guarnición militar de Santa Fe, en protección ante la amenaza del ERP (Ejército Revolucionario del Pueblo) en operaciones en la provincia.
En la segunda quincena de noviembre de 2024 la subunidad independiente participó del ejercicio "Soberanía" realizado por el Ejército Argentino en la región noreste de la Argentina.

## Condecoraciones
Las condecoraciones del RC Tan 1:
- Medalla de la Campaña del Río Negro y la Patagonia (1881)
- Medalla de la Campaña de los Andes (1885)